# Virgin Black
Virgin Black ist eine australische Gothic-/Death-Doom-Band mit elektronischen und klassischen Einflüssen. So beinhaltet z. B. das „dritte“ offizielle Album, das sich wiederum aus drei CDs zusammensetzt, eine klassische CD, gespielt vom Adelaide Symphony Orchestra.
Die Texte der Band behandeln persönliche, religiöse Thematik in Verbindung mit dem Christentum und Gott (daher auch manchmal die Zuordnung zum christlichen Metal), lassen aber auch Raum für Eigeninterpretationen.

## Bandgeschichte
Im Jahr 1995, kurz nach der Gründung der Band durch Rowan London und Samantha Escarbe, veröffentlichte die Band ihr erstes Demo mit dem Namen Virgin Black. Drei Lieder (über 20 Minuten Spielzeit) eröffneten 1996 die Kompilation Falling on Deaf Ears - Australian Metal Compilation No.4. Dies war die erste weltweite Veröffentlichung der Band.
In den folgenden Jahren wurde die Band durch viele Auftritte zunächst in ihrer Heimatregion bekannt.
1998 erschien eine EP mit dem Namen Trance, das Lied Whispers of Dead Sisters auf dem Sampler Down Underground und schließlich am 25. Juni 2001 das Debütalbum Sombre Romantic sowie zwei Jahre darauf der Nachfolger Elegant… and dying.
2004 begleitete Virgin Black die schwedische Progressive Death-Metal-Gruppe Opeth durch Australien, 2003 gab es auch eine Tour zusammen mit Agalloch durch die USA sowie zwei Live-Auftritte in Deutschland (z. B. beim Wave-Gotik-Treffen).
Seit 2007 arbeitet Virgin Black zusammen mit dem Adelaide Symphony Orchestra an dem konzeptionellen Werk Requiem, welches aus den drei Alben besteht: Requiem – pianissimo (nur Orchester), Requiem – mezzo forte (Band mit Orchesterbegleitung), sowie Requiem – fortissimo (reiner Death-/Doom Metal mit wenigen klassischen Einflüssen). Verarbeitet werden in künstlerisch freier Ausführung die liturgischen Elemente eines Requiems (Totenmesse).
Requiem - mezzo forte, der eigentlich mittlere Teil, ist im Mai 2007 erschienen. Requiem - Fortissimo, der reine Doom-Metal-Teil, wurde im Februar 2008 veröffentlicht. Der Veröffentlichungstermin für den eigentlich ersten Teil, Requiem - Pianissimo, war bis vor kurzem völlig offen.
Des Weiteren ist in naher Zukunft eine Neuveröffentlichung des Demos von 1995 als CD geplant.
Im September 2018 veröffentlichte die Band auf YouTube einen Clip mit zwei Stücken ihres ersten Teils ihrer Requiem-Trilogie, Requiem - Pianissimo (1. Requiem Aeternum, 2. Dies Irae). Ende September kündigte Virgin Black auf ihrer Facebook-Seite und auf ihrer neu gestalteten Webseite die geplante Veröffentlichung des Albums für den 30. November 2018 an. Hierfür hat sich die Band wohl von ihrem bisherigen Label getrennt. Requiem - Pianissimo wurde bereits im Jahr 2006 mit dem Adelaide Symphony Orchestra und dem Adelaide Stamford Academy Choir aufgenommen und ist klassisch orchestriert. Daneben änderte offenbar Samantha Escarbe ihren Künstlernamen in Sesca Scaarba.

## Stil
Carsten Agthe (Eclipsed) machte beim Debütalbum vielfältige Stile aus, zuvorderst Gothic, ferner Black Metal, Progressive Rock sowie Klassik und Romantik. Die stärksten Ähnlichkeiten sah er zu My Dying Bride und zu In the Woods…. Am Nachfolger kritisierte er: „Das unkontrollierte Pendeln zwischen Metal, Gothic, Klassik und Doom ist dem Fluss der Musik im Weg, ja wirkt auf weite Strecken auch überaus nervig.“ In den „überambitionierten Ungetümen“ voller „Ballast“ verliere man den Überblick.

## Diskografie
- 1995: Virgin Black (Demo)
- 1998: Trance (EP)
- 2001: Sombre Romantic (Massacre Records)
- 2003: Elegant… and Dying
- 2004: Our Wings Are Burning
- 2007: Requiem - mezzo forte
- 2008: Requiem - Fortissimo